# IC 2968
IC 2968 — галактика типу S0-a (спіральна галактика) у сузір'ї Лев.
Цей об'єкт міститься в оригінальній редакції індексного каталогу.